# ۱۹۵۴

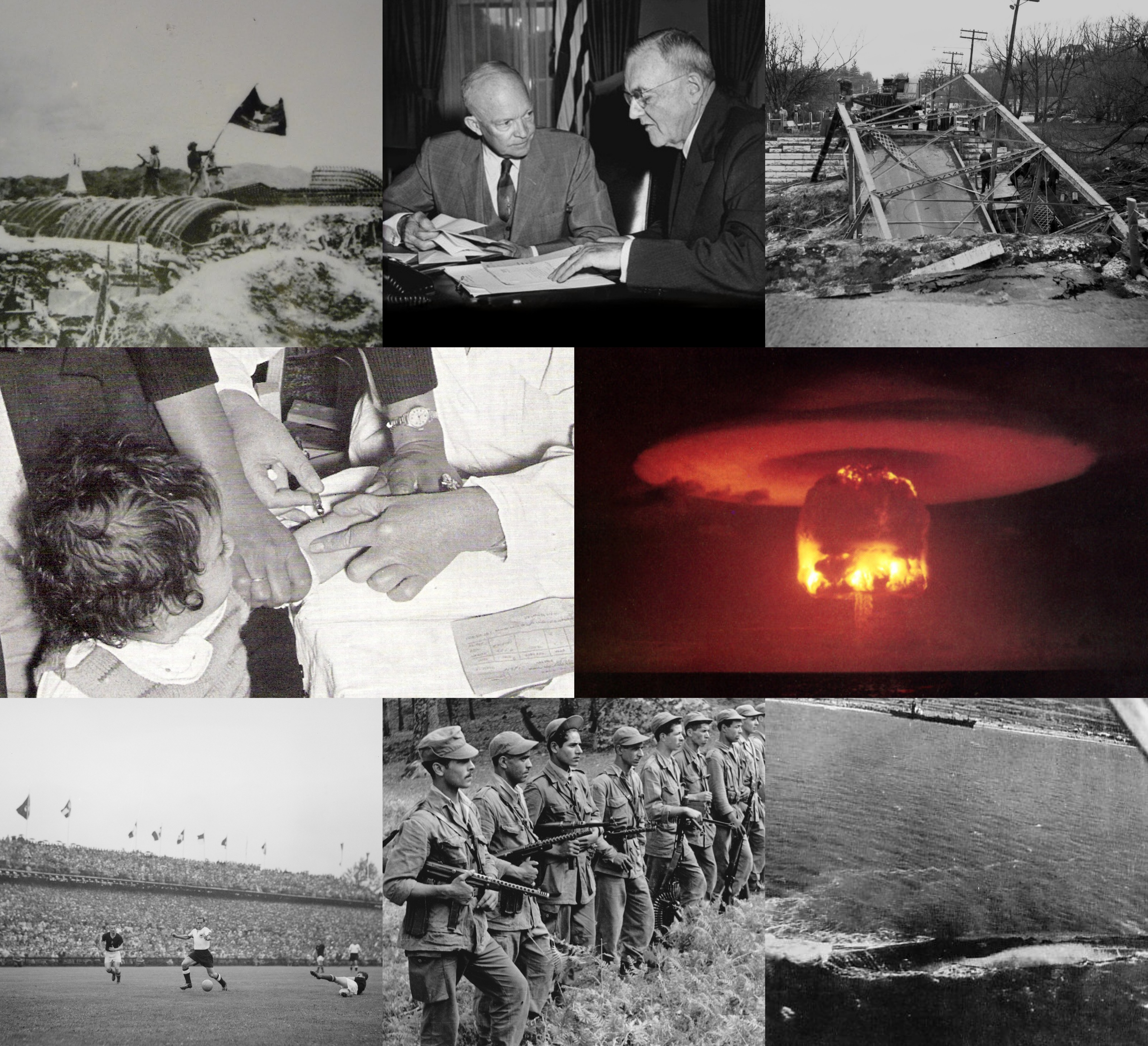

سال ۱۹۵۴ میلادی، چهارمین سال از دهه ۱۹۵۰ در سده ۲۰ میلادی بود .

## رویدادها
- نیکیتا خروشچف، رهبری حزب کمونیست اتحاد شوروی کریمه را به دلایل اقتصادی به اوکراین واگذار کرد.[نیازمند منبع]

## زادروزها
- ۲۳ فوریه _ ویکتور یوشچنکو، سیاست‌مدار اوکراینی
- ۲۳ آوریل- مایکل مور، کارگردان مستندساز آمریکایی برندهٔ جایزه اسکار و نخل طلایی کن
- ۳۰ ژوئن - سرژ سرکیسیان، سیاست‌مدار ارمنستان
- ۱۷ ژوئیه- آنگلا مرکل، سیاست‌مدار آلمانی
- ۸ نوامبر، کازوئو ایشی‌گورو، نویسندهٔ انگلیسی
- ۲ فوریه – کریستی برنکلی، بازیگر و مدل آمریکایی
- ۷ فوریه – دیتر بولن، آهنگساز آلمانی
- ۱۸ فوریه – جان تراولتا، بازیگر و خواننده آمریکایی
- ۱۹ فوریه – سوکراتس، بازیکن فوتبال برزیلی (د. ۲۰۱۱)
- ۲۶ فوریه – رجب طیب اردوغان، نویسنده و سیاست‌مدار اهل ترکیه
- ۲۸ فوریه برانکو ایوانکوویچ، مربی فوتبال
- ۹ مارس – بابی ساندز، سیاست‌مدار ایرلندی
- ۱۷ مارس – لسلی-آنه داون، بازیگر، خواننده، و مدل بریتانیایی
- ۱۸ مارس – جیمز اف ریلی، افسر و فضانورد آمریکایی
- ۱ آوریل – دیتر مولر، بازیکن فوتبال آلمانی
- ۱۶ آوریل – الن بارکین، بازیگر آمریکایی
- ۲۰ مه – دیوید پترسون، سیاست‌مدار آمریکایی
- ۱۴ ژوئن – ویل پاتون، بازیگر آمریکایی
- ۱۵ ژوئن – جیم بلوشی، بازیگر، خواننده، و آهنگساز آمریکایی
- ۲۵ ژوئن – سونیا سوتومایور، وکیل و قاضی آمریکایی
- ۲۶ ژوئن – استیو بارتون، بازیگر و خواننده آمریکایی (د. ۲۰۰۱)
- ۲۷ ژوئن – ران کرک، وکیل آمریکایی
- ۱۳ ژوئیه – سزن آکسو، خواننده اهل ترکیه
- ۲۴ ژوئیه – ژرژه ژزوس، بازیکن فوتبال پرتغالی
- ۲۶ ژوئیه – ویتاس گرولایتیس، بازیکن تنیس و ورزشکار آمریکایی (د. ۱۹۹۴)
- ۲۸ ژوئیه – هوگو چاوز، سیاست‌مدار اهل ونزوئلا (د. ۲۰۱۳)
- ۲۵ اوت – الویس کاستلو، خواننده-ترانه‌سرا و گیتاریست بریتانیایی
- ۳۱ اوت – کارولین کاسی، بازیگر، نویسنده، و مدل بریتانیایی
- ۷ سپتامبر – مایکل امرسون، بازیگر آمریکایی
- ۱۸ سپتامبر – دنیس جانسون، مربی بسکتبال، بازیکن بسکتبال و ورزشکار آمریکایی (د. ۲۰۰۷)
- ۲۱ سپتامبر – شینزو آبه، سیاست‌مدار ژاپنی
- ۲۳ اکتبر – انگ لی، فیلمنامه‌نویس و کارگردان آمریکایی
- ۷ نوامبر - بسام کوسا، بازیگر سوریه
- ۷ نوامبر – کمال حسن، فیلمنامه‌نویس، طراح رقص، بازیگر، کارگردان، تهیه‌کننده و خواننده هندی
- ۱۳ نوامبر – کریس نوت، بازیگر آمریکایی
- ۱۵ نوامبر – الکساندر کواشنیوسکی، سیاست‌مدار لهستانی
- ۱۹ نوامبر – عبدالفتاح سیسی، سیاست‌مدار مصری
- ۲۳ نوامبر – بروس هرنزبی، خواننده آمریکایی
- ۲۱ دسامبر – کریس اورت، بازیکن تنیس آمریکایی
- ۲۵ دسامبر – آنی لنکس، خواننده بریتانیایی
- ۳۱ دسامبر – الکس سموند، اقتصاددان و سیاست‌مدار بریتانیایی

## درگذشت‌ها
- ۱۳ ژوئیه - فریدا کالو، نقاش مکزیکی
- ۷ ژوئن - آلن تورینگ، ریاضی‌دان، منطق دان و رمز نگار بریتانیایی (پدر علم محاسبهٔ نوین و علم رایانه)
- ۸ فوریه – لاورنس تریمبل، فیلمنامه‌نویس، بازیگر، نویسنده، و کارگردان آمریکایی (ز. ۱۸۸۵)
- ۲۶ مارس – لوئیس سیلورز، آهنگساز آمریکایی (ز. ۱۸۸۹)
- ۱۷ آوریل – لوکرتسیو پاتراشکانو، فیلسوف، اقتصاددان، دیپلمات، و تاریخ‌نگار رومانییی (ز. ۱۹۰۰)
- ۲۳ آوریل – مارسل اوئو، دوچرخه‌سوار اهل فرانسه (ز. ۱۸۹۶)
- ۲۸ آوریل – لئون ژوهو، سیاست‌مدار فرانسوی (ز. ۱۸۷۹)
- ۱ مه – تام تایلر، بازیگر آمریکایی (ز. ۱۹۰۳)
- ۱۴ مه – هاینتس گودریان، ژنرال آلمانی (ز. ۱۸۸۸)
- ۱ ژوئیه – تئا فن هاربو، فیلمنامه‌نویس، بازیگر، نویسنده، و کارگردان آلمانی (ز. ۱۸۸۸)
- ۳ نوامبر – آنری ماتیس، نقاش و مجسمه‌ساز فرانسوی (ز. ۱۸۶۹)
- ۱۳ نوامبر – اوالت فن کلایست، ژنرال آلمانی (ز. ۱۸۸۱)
- ۱۵ نوامبر – لیونل باریمور، آهنگساز، موسیقی‌دان، بازیگر، و کارگردان آمریکایی
- ۲۰ دسامبر – جیمز هیلتون، نویسنده و فیلمنامه‌نویس بریتانیایی (ز. ۱۹۰۰)